# Ścieżki edukacyjne Babiogórskiego Parku Narodowego
Ścieżki edukacyjne Babiogórskiego Parku Narodowego – specjalne szlaki turystyczne wyznaczone na terenie Babiogórskiego Parku Narodowego i w jego okolicach, których celem jest umożliwienie poznania unikalnej przyrody regionu Babiej Góry, kultury miejscowej ludności oraz lokalnej architektury. 
Wyznaczono dziewięć ścieżek edukacyjnych:
- Ścieżka nr 1 -  - Echa pierwotnej puszczy - 8,4 km - czas przejścia 4:00 godz.
- Ścieżka nr 2 -  - Śladami Wawrzyńca Szkolnika - 3,5 km - czas przejścia 1:30 godz.
- Ścieżka nr 3 -  - Jak chronimy babiogórską przyrodę - 3,5 km - czas przejścia 1:45 godz.
- Ścieżka nr 4 -  - U źródlisk Morza Czarnego - 3,7 km - czas przejścia 2:30 godz.
- Ścieżka nr 5 -  - Doliną Rybnego Potoku - 3,5 km - czas przejścia 1:30 godz.
- Ścieżka nr 6 -  - W dolnym reglu - 2,8 km - czas przejścia 1:45 godz.
- Ścieżka nr 7 -  - Z Zawoi przez Diablak do Lipnicy - 18,5 km - czas przejścia 8:00 godz.
- Ścieżka nr 8 -   - Babia Góra bez granic
- Ścieżka nr 9 -  - Mokry Kozub - czas przejścia 1:30 godz.